# Wayland (village, New York)
Pour les articles homonymes, voir Wayland (homonymie).
Ne doit pas être confondu avec Wayland (ville, New York).
Wayland est un village du comté de Steuben, dans l'État de New York, aux États-Unis,. En 2010, il comptait une population de 1 865 habitants.

## Démographie
Lors du recensement de 2010, la ville comptait une population de 1 865 habitants, tandis qu'en 2019, elle est estimée à 1 764 habitants.